# Ampelisca chinensis
Ampelisca chinensis är en kräftdjursart. Ampelisca chinensis ingår i släktet Ampelisca och familjen Ampeliscidae. Inga underarter finns listade i Catalogue of Life.